# برکلنکمپ
برکلنکمپ (به هلندی: Breklenkamp) یک منطقهٔ مسکونی در هلند است که در دینکل‌لاند واقع شده‌است. برکلنکمپ ۲۰۰ نفر جمعیت دارد.